# 2007-es atlétikai világbajnokság
A 2007-es atlétikai világbajnokságot Oszakában, Japánban rendezték augusztus 25. és szeptember 2. között. A vb-n 47 versenyszám volt.

## Éremtáblázat
(A táblázatban a rendező nemzet eltérő háttérszínnel kiemelve.)
| Helyezés | Nemzet                | Arany | Ezüst | Bronz | Összesen |
| 1.       | Egyesült Államok      | 14    | 4     | 8     | 26       |
| 2.       | Kenya                 | 5     | 3     | 5     | 13       |
| 3.       | Oroszország           | 4     | 7     | 3     | 14       |
| 4.       | Etiópia               | 3     | 1     | 0     | 4        |
| 5.       | Németország           | 2     | 2     | 3     | 7        |
| 6.       | Csehország            | 2     | 1     | 0     | 3        |
| 7.       | Ausztrália            | 2     | 0     | 0     | 2        |
| 8.       | Jamaica               | 1     | 6     | 3     | 10       |
| 9.       | Bahama-szigetek       | 1     | 2     | 0     | 3        |
| 10.      | Kuba                  | 1     | 2     | 0     | 3        |
| 11.      | Nagy-Britannia        | 1     | 1     | 3     | 5        |
| 12.      | Fehéroroszország      | 1     | 1     | 1     | 3        |
| 13.      | Kína                  | 1     | 1     | 1     | 3        |
| 14.      | Bahrein               | 1     | 1     | 0     | 2        |
| 15.      | Horvátország          | 1     | 0     | 0     | 1        |
| 16.      | Ecuador               | 1     | 0     | 0     | 1        |
| 17.      | Észtország            | 1     | 0     | 0     | 1        |
| 18.      | Finnország            | 1     | 0     | 0     | 1        |
| 19.      | Új-Zéland             | 1     | 0     | 0     | 1        |
| 20.      | Panama                | 1     | 0     | 0     | 1        |
| 21.      | Portugália            | 1     | 0     | 0     | 1        |
| 22.      | Svédország            | 1     | 0     | 0     | 1        |
| 23.      | Olaszország           | 0     | 2     | 1     | 3        |
| 24.      | Kanada                | 0     | 2     | 0     | 2        |
| 25.      | Franciaország         | 0     | 2     | 0     | 2        |
| 26.      | Ukrajna               | 0     | 2     | 0     | 2        |
| 27.      | Spanyolország         | 0     | 1     | 2     | 3        |
| 28.      | Brazília              | 0     | 1     | 0     | 1        |
| 29.      | Dominikai Köztársaság | 0     | 1     | 0     | 1        |
| 30.      | Marokkó               | 0     | 1     | 0     | 1        |
| 31.      | Norvégia              | 0     | 1     | 0     | 1        |
| 32.      | Katar                 | 0     | 1     | 0     | 1        |
| 33.      | Szlovénia             | 0     | 1     | 0     | 1        |
| 34.      | Törökország           | 0     | 1     | 0     | 1        |
| 35.      | Lengyelország         | 0     | 0     | 3     | 3        |
| 36.      | Belgium               | 0     | 0     | 1     | 1        |
| 37.      | Bulgária              | 0     | 0     | 1     | 1        |
| 38.      | Ciprus                | 0     | 0     | 1     | 1        |
| 39.      | Görögország           | 0     | 0     | 1     | 1        |
| 40.      | Japán                 | 0     | 0     | 1     | 1        |
| 41.      | Kazahsztán            | 0     | 0     | 1     | 1        |
| 42.      | Hollandia             | 0     | 0     | 1     | 1        |
| 43.      | Románia               | 0     | 0     | 1     | 1        |
| 44.      | Szlovákia             | 0     | 0     | 1     | 1        |
| 45.      | Srí Lanka             | 0     | 0     | 1     | 1        |
| 46.      | Svájc                 | 0     | 0     | 1     | 1        |
| 47.      | Tunézia               | 0     | 0     | 1     | 1        |
| 48.      | Uganda                | 0     | 0     | 1     | 1        |
| Összesen | Összesen              | 47    | 48    | 46    | 141      |

- Női magasugrásban 2 ezüstérmet osztottak ki, bronzérmes nem volt.

## Érmesek
- WR – világrekord
- CR – világbajnoki rekord
- AR – kontinens rekord
- NR – országos rekord
- PB – egyéni rekord
- WL – az adott évben aktuálisan a világ legjobb eredménye
- SB – az adott évben aktuálisan az egyéni legjobb eredmény

### Férfi
| Versenyszám     | Arany                                                                                   | Arany       | Ezüst                                                                            | Ezüst        | Bronz                                                                                           | Bronz        |
| --------------- | --------------------------------------------------------------------------------------- | ----------- | -------------------------------------------------------------------------------- | ------------ | ----------------------------------------------------------------------------------------------- | ------------ |
| 100 m           | Tyson Gay · Egyesült Államok                                                            | 9,85        | Derrick Atkins · Bahama-szigetek                                                 | 9,91 NR      | Asafa Powell · Jamaica                                                                          | 9,96         |
| 200 m           | Tyson Gay · Egyesült Államok                                                            | 19,76 CR    | Usain Bolt · Jamaica                                                             | 19,91        | Wallace Spearmon · Egyesült Államok                                                             | 20,05        |
| 400 m           | Jeremy Wariner · Egyesült Államok                                                       | 43,45 WL    | LaShawn Merritt · Egyesült Államok                                               | 43,96 PB     | Angelo Taylor · Egyesült Államok                                                                | 44,32        |
| 800 m           | Alfred Kirwa Yego · Kenya                                                               | 1:47,09     | Gary Reed · Kanada                                                               | 1:47,10      | Jurij Borzakovszkij · Oroszország                                                               | 1:47,39      |
| 1500 m          | Bernard Lagat · Egyesült Államok                                                        | 3:34,77     | Rasíd Ramzi · Bahrein                                                            | 3:35,00 SB   | Shadrack Korir · Kenya                                                                          | 3:35,04      |
| 5000 m          | Bernard Lagat · Egyesült Államok                                                        | 13:45,87    | Eliud Kipchoge · Kenya                                                           | 13:46,00     | Moses Kipsiro · Uganda                                                                          | 13:46,75     |
| 10 00 m         | Kenenisa Bekele · Etiópia                                                               | 27:05,90 SB | Sileshi Sihine · Etiópia                                                         | 27:09,03     | Martin Mathathi · Kenya                                                                         | 27:12,17     |
| Maraton         | Luke Kibet · Kenya                                                                      | 2:15:59     | Mubarak Hassan Shami · Katar                                                     | 2:17:18      | Viktor Röthlin · Svájc                                                                          | 2:17:25      |
| 3000 m akadály  | Brimin Kipruto · Kenya                                                                  | 8:13,82     | Ezekiel Kemboi · Kenya                                                           | 8:16,94      | Richard Mateelong · Kenya                                                                       | 8:17,59      |
| 110 m gát       | Liu Hsziang · Kína                                                                      | 12,95       | Terrence Trammell · Egyesült Államok                                             | 12,99        | David Payne · Egyesült Államok                                                                  | 13,02 PB     |
| 400 m gát       | Kerron Clement · Egyesült Államok                                                       | 47,61 WL    | Félix Sánchez · Dominikai Köztársaság                                            | 48,01 SB     | Marek Plawgo · Lengyelország                                                                    | 48,12 NR     |
| 4x100 m váltó   | Egyesült Államok · Darvis Patton · Wallace Spearmon · Tyson Gay · Leroy Dixon           | 37,78 WL    | Jamaica · Marvin Anderson · Usain Bolt · Nesta Carter · Asafa Powell             | 37,89 NR     | Egyesült Királyság · Christian Malcolm · Craig Pickering · Marlon Devonish · Mark Lewis-Francis | 37,90 SB     |
| 4x400 m váltó   | Egyesült Államok · LaShawn Merritt · Angelo Taylor · Darold Williamson · Jeremy Wariner | 2:55,56 WL  | Bahama-szigetek · Avard Moncur · Micheal Mathieu · Andrae Williams · Chris Brown | 2:59,18 SB   | Lengyelország · Marek Plawgo · Daniel Dabrowszki · Marcin Marciniszyn · Kacper Kozlowszki       | 3:00,05 SB   |
| 20 km gyaloglás | Jefferson Pérez · Ecuador                                                               | 1:22:20     | Francisco Javier Fernández · Spanyolország                                       | 1:22:40      | Hatem Ghoula · Tunézia                                                                          | 1:22:40      |
| 50 km gyaloglás | Nathan Deakes · Ausztrália                                                              | 3:43:53 SB  | Yohann Diniz · Franciaország                                                     | 3:44:22 SB   | Alex Schwazer · Olaszország                                                                     | 3:44:38      |
| Magasugrás      | Donald Thomas · Bahama-szigetek                                                         | 235 cm WL   | Jaroszlav Ribakov · Oroszország                                                  | 235 cm WL    | Kyriakos Ioannou · Ciprus                                                                       | 235 cm WL    |
| Rúdugrás        | Brad Walker · Egyesült Államok                                                          | 586 cm      | Romain Mesnil · Franciaország                                                    | 586 cm SB    | Danny Ecker · Németország                                                                       | 581 cm       |
| Távolugrás      | Irving Saladino PAN                                                                     | 857 cm AR   | Andrew Howe · Olaszország                                                        | 847 cm NR    | Dwight Phillips · Egyesült Államok                                                              | 830 cm       |
| Hármasugrás     | Nelson Évora · Portugália                                                               | 17,74 m NR  | Jadel Gregório · Brazília                                                        | 17,59 m      | Walter Davis · Egyesült Államok                                                                 | 17,33 m SB   |
| Súlylökés       | Reese Hoffa · Egyesült Államok                                                          | 22,04 m     | Adam Nelson · Egyesült Államok                                                   | 21,61 m SB   | Andrej Mihnyevics · Fehéroroszország                                                            | 21,27 m SB   |
| Diszkoszvetés   | Gerd Kanter · Észtország                                                                | 68,94 m     | Robert Harting · Németország                                                     | 66,68 m      | Rutger Smith · Hollandia                                                                        | 66,42 m      |
| Kalapácsvetés   | Ivan Cihan · Fehéroroszország                                                           | 83,63 m WL  | Primož Kozmus · Szlovénia                                                        | 82,29 m      | Libor Charfreitag · Szlovákia                                                                   | 81,60 m SB   |
| Gerelyhajítás   | Tero Pitkämäki · Finnország                                                             | 90,33 m     | Andreas Thorkildsen · Norvégia                                                   | 88,61 m      | Breaux Greer · Egyesült Államok                                                                 | 86,21 m      |
| Tízpróba        | Roman Šebrle · Csehország                                                               | 8676 pont   | Maurice Smith · Jamaica                                                          | 8644 pont NR | Dmitriy Karpov · Kazahsztán                                                                     | 8586 pont SB |

### Női
| Versenyszám     | Arany                                                                              | Arany              | Ezüst                                                                                | Ezüst           | Bronz                                                                                    | Bronz        |
| --------------- | ---------------------------------------------------------------------------------- | ------------------ | ------------------------------------------------------------------------------------ | --------------- | ---------------------------------------------------------------------------------------- | ------------ |
| 100 m           | Veronica Campbell-Brown · Jamaica                                                  | 11,01              | Lauryn Williams · Egyesült Államok                                                   | 11,01 SB        | Carmelita Jeter · Egyesült Államok                                                       | 11,02 PB     |
| 200 m           | Allyson Felix · Egyesült Államok                                                   | 21,81 WL           | Veronica Campbell · Jamaica                                                          | 22,34 SB        | Susanthika Jayasinghe · Srí Lanka                                                        | 22,63        |
| 400 m           | Christine Ohuruogu · Nagy-Britannia                                                | 49,61 PB           | Nicola Sanders · Nagy-Britannia                                                      | 49,65 PB        | Novlene Williams · Jamaica                                                               | 49,66 SB     |
| 800 m           | Janeth Jepkosgei · Kenya                                                           | 1:56,04 WL         | Hasna Benhassi · Marokkó                                                             | 1:56,99         | Mayte Martínez · Spanyolország                                                           | 1:57,62 PB   |
| 1500 m          | Maryam Yusuf Jamal · Bahrein                                                       | 3:58,75 SB         | Irina Liscsinszka · Ukrajna                                                          | 4:00,69 SB      | Daniela Jordanova · Bulgária                                                             | 4:00,82 SB   |
| 5000 m          | Meseret Defar · Etiópia                                                            | 14:57,91           | Vivian Cheruiyot · Kenya                                                             | 14:58,50        | Priscah Jepleting Cherono · Kenya                                                        | 14:59,21     |
| 10 000 m        | Tirunesh Dibaba · Etiópia                                                          | 31:55,41 SB        | Elvan Abeylegesse · Törökország                                                      | 31:59,40        | Kara Goucher · Egyesült Államok                                                          | 32:02,05 SB  |
| Maraton         | Catherine Ndereba · Kenya                                                          | 2:30:37            | Zsou Csunsziu · Kína                                                                 | 2:30:45         | Reiko Tosa · Japán                                                                       | 2:30:55      |
| 3000 m akadály  | Jekatyerina Volkova · Oroszország                                                  | 9:06,57 (CR, PB)   | Tatyana Petrova · Oroszország                                                        | 9:09,19 PB      | Eunice Jepkorir · Kenya                                                                  | 9:20,09      |
| 100 m gát       | Michelle Perry · Egyesült Államok                                                  | 12,46              | Perdita Felicien · Kanada                                                            | 12,49 SB        | Delloreen Ennis-London · Jamaica                                                         | 12,50 PB     |
| 400 m gát       | Jana Rawlinson · Ausztrália                                                        | 53,31 SB           | Julija Pecsjonkina · Oroszország                                                     | 53,50 SB        | Anna Jesien · Lengyelország                                                              | 53,92        |
| 4x100 m váltó   | Egyesült Államok · Lauryn Williams · Allyson Felix · Mikele Barber · Torri Edwards | 41,98 WL           | Jamaica · Sheri-Ann Brooks · Kerron Stewart · Simone Facey · Veronica Campbell-Brown | 42,01 SB        | Belgium · Olivia Borlée · Hanna Mariën · Élodie Ouédraogo · Kim Gevaert                  | 42,75 NR     |
| 4x400 m váltó   | Egyesült Államok · DeeDee Trotter · Allyson Felix · Mary Wineberg · Sanya Richards | 3:18:55 WL         | Jamaica · Shericka Williams · Shereefa Lloyd · Davita Prendagast · Novlene Williams  | 3:19:73 NR      | Egyesült Királyság · Christine Ohuruogu · Marilyn Okoro · Lee McConnell · Nicola Sanders | 3:20:04 NR   |
| 20 km gyaloglás | Olga Kanyiszkina · Oroszország                                                     | 1:30:09            | Tatyana Semjakina · Oroszország                                                      | 1:30:42         | María Vasco · Spanyolország                                                              | 1:30:47      |
| Magasugrás      | Blanka Vlašić · Horvátország                                                       | 2,05               | Antonietta Di Martino · Olaszország · Anna Csicserova · Oroszország                  | 2,03 NR 2,03 PB | nem adták ki                                                                             |              |
| Rúdugrás        | Jelena Iszinbajeva · Oroszország                                                   | 480 cm             | Kateřina Badurová · Csehország                                                       | 475 cm NR       | Szvetlana Feofanova · Oroszország                                                        | 475 cm       |
| Távolugrás      | Tatyana Lebegyeva · Oroszország                                                    | 703 cm             | Ljudmila Kolcsanova · Oroszország                                                    | 692 cm          | Tatyana Kotova · Oroszország                                                             | 690 cm SB    |
| Hármasugrás     | Yargelis Savigne · Kuba                                                            | 15,28 m WL         | Tatyana Lebegyeva · Oroszország                                                      | 15,07 m         | Hriszopijí Devedzí · Görögország                                                         | 15,04 m      |
| Súlylökés       | Valerie Vili · Új-Zéland                                                           | 20,54 m (WL, AR)   | Nadzeja Asztapcsuk · Fehéroroszország                                                | 20,48 m SB      | Nadine Kleinert · Németország                                                            | 19,77 m SB   |
| Diszkoszvetés   | Franka Dietzsch · Németország                                                      | 66,61 m            | Darja Piscsalnyikova · Oroszország                                                   | 65,78 m PB      | Yarelis Barrios · Kuba                                                                   | 63,90 m PB   |
| Gerelyhajítás   | Barbora Špotáková · Csehország                                                     | 67,07 m NR         | Christina Obergföll · Németország                                                    | 66,46 m         | Steffi Nerius · Németország                                                              | 64,42 m      |
| Kalapácsvetés   | Betty Heidler · Németország                                                        | 74,76 m            | Yipsi Moreno · Kuba                                                                  | 74,74 m         | Csang Vensziu · Kína                                                                     | 74,39 m      |
| Hétpróba        | Carolina Klüft · Svédország                                                        | 7032 pont (WL, AR) | Ljudmila Blonszka · Ukrajna                                                          | 6832 pont NR    | Kelly Sotherton · Nagy-Britannia                                                         | 6510 pont SB |

## A magyar sportolók eredményei
Magyarország a világbajnokságon 11 sportolóval képviseltette magát. Érmet nem sikerült nyerni.